# Tom Carini
Tomaso Carini, detto Tom (Napoli, 1916 – Roma, 1993), è stato un banchiere italiano protagonista della Resistenza nelle formazioni di Giustizia e Libertà.

## Biografia
Nasce a Napoli da Pietro Carini e Maria Pia Castellano. Studia a Reggio Calabria, dove il padre è prefetto dal 1928 al 1934, al ginnasio liceo Campanella. Frequenta le Università di Pavia e Milano laureandosi in legge. A Milano lavora all’Ispi (Istituto studi di politica internazionale), nella redazione della Rivista Relazioni internazionali, dove conosce Mario Vinciguerra e Federico Chabod. Alla Banca Commerciale Italiana prende contatti con gli ambienti antifascisti e conosce Raffaele Mattioli, Adolfo Tino, Bruno Visentini, Ugo la Malfa di cui diventa collaboratore e amico. Inizia l’attività antifascista distribuendo il giornale Giustizia e Libertà.
Nel 1943 licenziatosi dal lavoro all’Ispi, entra in clandestinità, trasferendosi a Roma con la direzione di Giustizia e Libertà. La casa di Roma di Via Cicerone diviene una centrale informativa e organizzativa del Partito d'Azione. Con Raffaele Persichetti ed altri amici del partito quali Leone Ginzburg e Carlo Muscetta lavorano alla redazione e alla diffusione di Italia Libera. Dopo l’8 settembre organizzano attivamente la Resistenza (brevetto di partigiano n 4888) sia dal punto di vista della propaganda, con la gestione delle tipografie clandestine, sia con squadre di azione che combattono a Porta San Paolo.
Tradito da un delatore che denuncia di averlo visto con Pilo Albertelli, esponente di spicco del Partito d’Azione, viene arrestato sotto il nome di battaglia di Tomaso Gargiulo dalla banda Koch e portato alla pensione Jaccarino, sede degli interrogatori e delle torture. Lì ritrova Albertelli, il suo amico e compagno di partito. Entrambi negano di essersi conosciuti. Dopo le torture vengono trasferiti a Regina Coeli nel braccio dei detenuti politici. 
A causa delle sue gravi condizioni, grazie all’intervento del medico del carcere Alfredo Monaco, viene trasferito in infermeria. In seguito viene inserito nella lista compilata dei nazi-fascisti di quei prigionieri politici che dovevano essere prelevati da Regina Coeli per essere trucidati alle Fosse Ardeatine. Trasferito su ordine dei tedeschi fuori dall’infermeria per ben due volte, nonostante un certificato di intrasportabilità redatto da Monaco per frattura della base cranica, riesce per una serie di miracolose circostanze a sfuggire ai camion che aspettano nel cortile e ad essere depennato dalla lista insieme ad altri undici prigionieri.
Ricoverato all'Ospedale Santo Spirito sotto stretta sorveglianza dei tedeschi, riesce a fuggire, grazie all’aiuto di Monaco e delle suore dell’ospedale, in Vaticano. Da lì mons. Hugh O' Flaherty pone fine alla caccia chiamando il comando nazista e comunicando che Carini è in Vaticano.
Nell'immediato dopoguerra partecipa, con Ugo La Malfa e altri, alla nascita del movimento Concentrazione Democratica, formazione politica sorta a ridosso dell’Assemblea Costituente Repubblicana. In essa confluiscono due movimenti che avevano abbandonato i partiti di provenienza: il Movimento per la democrazia repubblicana formatosi in seguito all’abbandono del Partito d’Azione da parte di Ferruccio Parri e La Malfa, e il Movimento liberale progressista sorto dalla scissione di una parte della sinistra liberale.
Negli anni lavora all’ufficio studi della Banca Nazionale del Lavoro, diretto da Luigi Ceriani,  dove incontra tra gli altri Giorgio Ruffolo e Giorgio Caravale. A metà degli anni sessanta contribuisce, come consulente del ministro del Bilancio Antonio Giolitti, alla programmazione economica dei primi governi di centro-sinistra.
Il presidente della Repubblica Giuseppe Saragat lo nomina nel 1965 capo dell’ufficio studi economici e finanziari del Quirinale. 
In seguito diviene direttore del Banco di Napoli e, a fine anni settanta, del Crediop e Icipu, istituti unitisi nel finanziamento pubblico delle infrastrutture italiane e della grande industria.
Muore a Roma nel giugno del 1993.

## Opere
- Il Partito d'Azione. Note e ricordi, Roma, De Luca, 1960